# Pommac

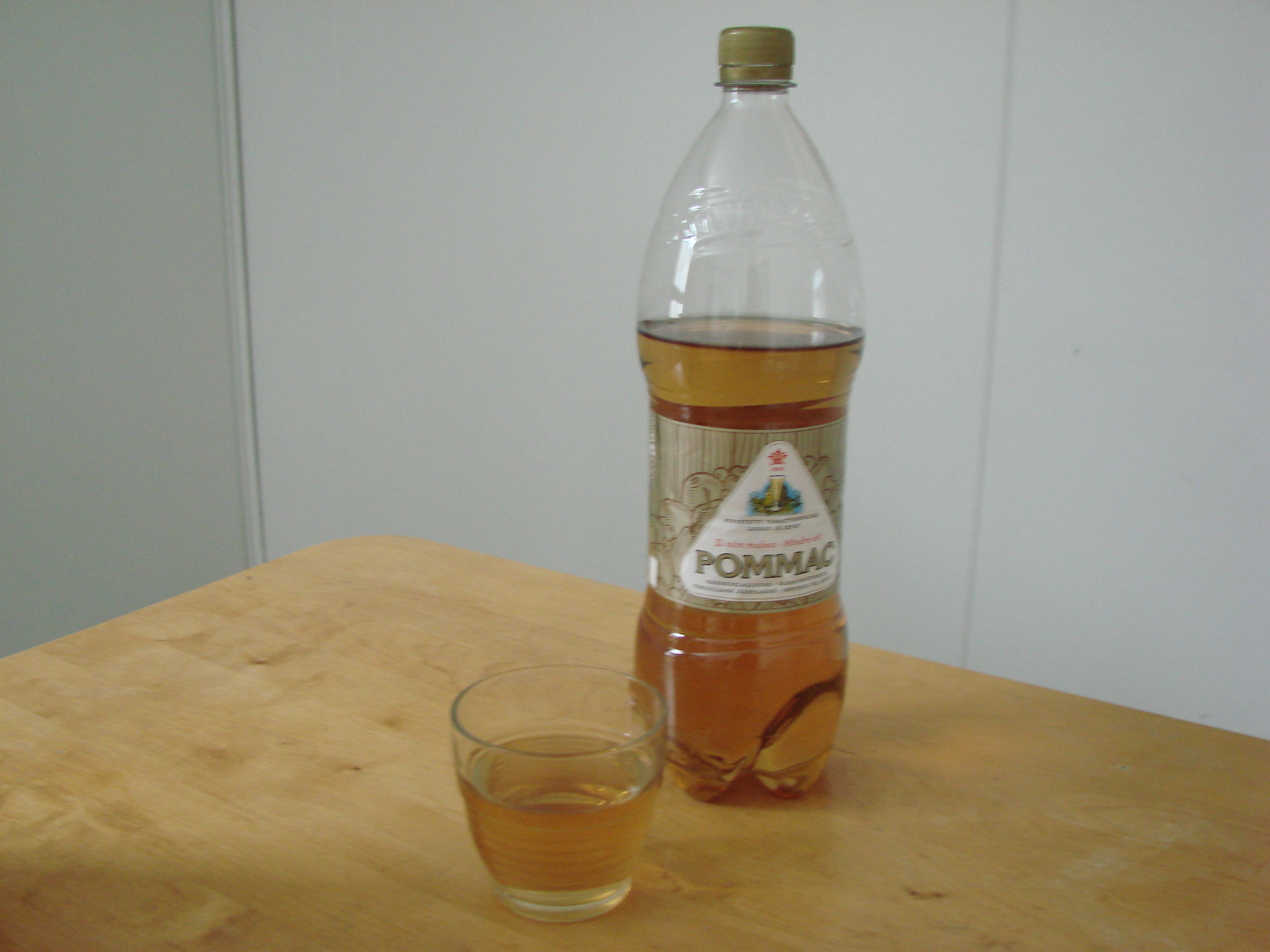
Une bouteille de Pommac.

Pommac est une boisson gazeuse suédoise qui existe depuis 1919. Sa composition est secrète, mais elle contiendrait les extraits de 25 fruits différents. 

## Histoire

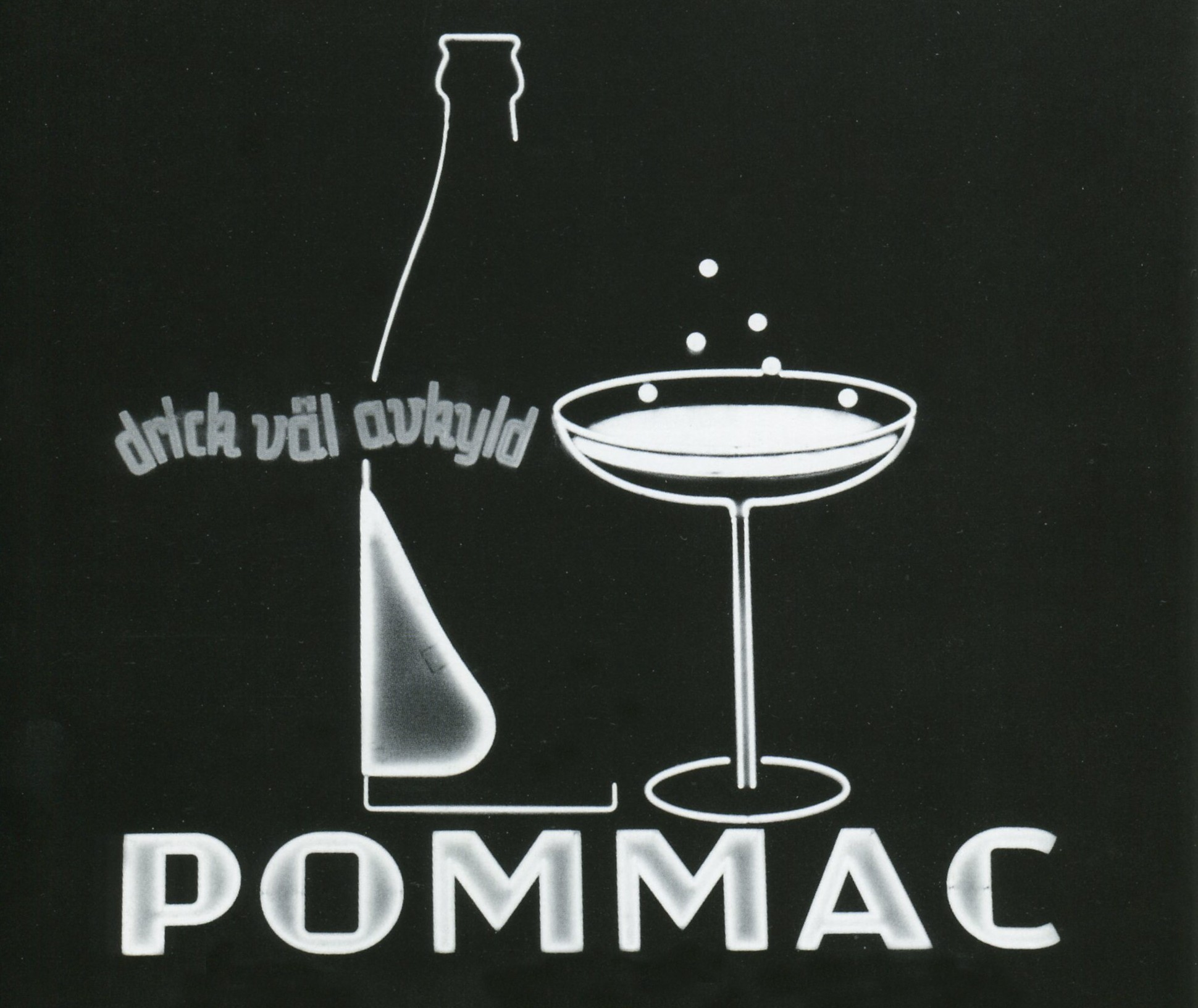
L'enseigne lumineuse Pommac de la place Stureplan à Stockholm dans les années 1930.

Pommac est une invention de l'homme d'affaires Anders Lindahl (né à Stora Mellösa dans la province de Närke en 1860). Fabricant de produits médicinaux et de savon, Lindahl possède plusieurs usines, en particulier la fabrique d'eau de Kallebäck à Göteborg, située à l'emplacement actuel du musée de la culture mondiale. C'est là que le chef de laboratoire Albert Vilhelm Nummelin (1887-1960) procède à des expérimentations, mélangeant divers ingrédients à de l'eau gazeuse. Les échantillons sont envoyés à Stockholm pour être goûtés par Lindahl. La version finalement retenue est baptisée Pommac, une combinaison des mots français pomme et cognac.
Pommac fait sa percée lors de l'exposition de Göteborg en 1923. Après la mort de Lindahl en 1932, la société Fructus, qui fabrique Pommac, est reprise par son fils Frithjof Lindahl. Fructus s'installe en 1940 dans la zone industrielle d'Ulvsunda à Stockholm, et la maison Fructus est aujourd'hui classée à la protection du patrimoine,. En 1991, une partie de l'activité de Fructus est vendue à la société Flavoring basée à Norrköping, qui produit de nombreux extraits pour l'industrie du soda en Suède. 
Au fil des ans, Pommac est l'objet d'intenses campagnes publicitaires. En 1945, de nombreux artistes participent ainsi à la promotion de la marque, tels qu'Isaac Grünewald, Sven Erixson, Stellan Mörner, Otte Sköld, Otto G Carlslund ou encore Aili Pekonen. À ses débuts, Pommac est présenté comme une alternative non alcoolisée au vin, et est surtout commercialisé à direction des classes moyennes. Dans les réclames, les amateurs de Pommac sont toujours des adultes élégamment habillés. La marque, qui se veut un peu plus exclusive que ses concurrentes, est vendue en bouteilles de 1,4 l au lieu du format habituel de 1,5 l.
En 2004, Carlsberg décide de mettre un terme à la production de la boisson, en raison des maigres chiffres de vente, mais après qu'un mouvement de protestation a réuni 50 000 signatures, le groupe danois fait marche arrière.
En dehors de la Suède, Pommac est populaire en Norvège et en Finlande.
L'un de ces principaux concurrents est le soda Champis (soda).